# Prix Nobel de la paix 2009
 (octobre 2020).
Le contenu est difficilement compréhensible vu les erreurs de traduction, qui sont peut-être dues à l'utilisation d'un logiciel de traduction automatique.
Le prix Nobel de la paix 2009 a été décerné au président des États-Unis Barack Obama pour ses « efforts extraordinaires qui ont renforcé la diplomatie internationale et la coopération entre les peuples ». Le Comité norvégien du prix Nobel a annoncé le prix le 9 octobre 2009, soulignant son engagement pour la non-prolifération nucléaire et sa contribution à un « nouveau climat » dans les relations internationales, en particulier avec le monde musulman,.
La décision du Comité Nobel a suscité des réactions mitigées de la part des commentateurs, des éditorialistes et des écrivains de tout le spectre politique, ainsi que du reste du monde. 
Obama a reçu le prix à Oslo le 10 décembre 2009. Dans un discours de 36 minutes, il a évoqué les tensions entre la guerre, la paix, et la doctrine d'une « guerre juste » déclarant : « Le problème le plus sérieux posé par ma réception de ce prix tient peut-être au fait que je suis le commandant en chef de l'armée d'une nation engagée dans deux guerres ».
Obama est le quatrième président des États-Unis à avoir remporté le prix Nobel de la paix (après Theodore Roosevelt, Woodrow Wilson et Jimmy Carter, qui reçut le prix après avoir quitté ses fonctions).

## Nomination et déclaration
Le Comité Nobel choisit le lauréat parmi les candidatures soumises par les membres du comité et par d'autres. Les nominations pour le prix Nobel de la paix 2009 se sont fermées 11 jours seulement après la prise de fonction d'Obama. Il y avait 205 candidatures pour le prix de 2009. La sénatrice colombienne Piedad Córdoba, la femme politique afghane Sima Samar, le dissident chinois Hu Jia et le Premier ministre du Zimbabwe Morgan Tsvangirai étaient les favoris pour ce prix.
Nommés par le Parlement norvégien, les cinq membres du Comité Nobel représentent la composition des partis. Le Comité de 2009 comprend deux membres du Parti travailliste, un membre du Parti socialiste de gauche, un membre du Parti conservateur et un membre du Parti du Progrès. Thorbjørn Jagland, un ancien Premier ministre du Parti travailliste norvégien et Secrétaire général du Conseil de l'Europe depuis le 29 septembre 2009, était le président de la Commission. En 2009, le comité s'est réuni six à sept fois, à compter de plusieurs semaines après la date limite de nomination, le 1er février. Le gagnant a été choisi à l'unanimité le 5 octobre, grâce à la force de persuasion de Jagland face aux membres dubitatifs de la gauche travailliste, du Parti du progrès et aux conservateurs.
Jagland a déclaré : « Nous n'avons pas attribué le prix pour ce qui pourrait arriver à l'avenir. Nous récompensons Obama pour ce qu'il a fait l’année dernière. Et nous espérons que cela contribuera un peu à ce qu'il essaie de faire », notant qu'il espérait que le prix puisse contribuer aux efforts d'Obama dans sa politique étrangère. Jagland a évoqué que le comité a été influencé par le discours d'Obama sur l'islam prononcé au Caire en juin 2009, ainsi que par les efforts du président pour prévenir la prolifération nucléaire, le changement climatique et son soutien à l'utilisation des organismes internationaux établis, tels que les Nations unies pour poursuivre des objectifs de la politique étrangère. Le New York Times a rapporté que Jagland a ignoré la question de savoir si « le comité craignait d'être qualifié de naïf pour avoir accepté les promesses d'un jeune homme politicien à sa propre valeur », déclarant que « personne ne pouvait nier que [le climat international] s'était soudainement amélioré, et que M. Obama en était la raison principale… Nous voulons accepter le message qu'il représente. »

Barack Obama avec Thorbjørn Jagland lors de la cérémonie du prix Nobel de la paix 2009.

Obama est le quatrième président américain à avoir remporté le prix Nobel de la paix, après Theodore Roosevelt (1906) et Woodrow Wilson (1919) — qui reçurent tous deux le prix pendant leur mandat — et Jimmy Carter (2002), qui reçut le prix 21 ans après la fin de son unique mandat. De même, le vice-président en exercice Charles Dawes était co-récipiendaire avec le ministre britannique des Affaires étrangères Austen Chamberlain (1925) et l'ancien vice-président Al Gore avec le GIEC (2007). 
Obama a été le premier président américain à avoir gagné le prix au cours de sa première année de mandat (à huit mois et demi, après avoir été nommé moins de deux semaines après sa prise de fonction). D'autres dirigeants mondiaux ont été récompensés dans l'année suivant leur élection, y compris Óscar Arias (1987)et Aung San Suu Kyi (1991).

## Réactions

### Barack Obama
Obama a déclaré qu’il était « surpris » et « profondément ému » par le prix. Dans des remarques données à la roseraie de la Maison Blanche le jour de l'annonce, Obama a évoqué : « Je ne le considère pas comme une reconnaissance de mes propres réalisations mais plutôt comme une affirmation d'un leadership américain au nom des aspirations des personnes dans toutes les nations. »
Obama a déclaré : « Qu'à travers l'histoire, le prix Nobel de la paix n'a pas seulement récompensé des réussites spécifiques. Il a aussi servi à donner un élan à certaines causes. Et c'est pourquoi j'accepte ce prix comme un appel à l'action… un appel à toutes les nations pour qu'elles se dressent face aux défis communs du XXIe siècle. » Il a ajouté que ces défis communs incluaient l'objectif d'éliminer les armes nucléaires — qui, selon lui, ne pourrait pas se produire de son vivant —, la prolifération nucléaire, le changement climatique, la tolérance « entre les personnes de différentes confessions, races et religions », la paix et la sécurité entre les Israéliens et les Palestiniens, de meilleures conditions sociales pour les pauvres du monde — y compris « la capacité d'obtenir une éducation et de gagner une vie décente ; la sécurité que vous n’aurez pas à vivre dans la peur de la maladie ou de la violence sans espoir pour l’avenir. ».  
Il a également précisé : « Ce prix doit être partagé par chaque personne qui se bat pour la justice et la dignité… pour la jeune femme qui marche silencieusement dans les rues au nom de son droit d'être entendue même face aux coups et aux balles ; pour la dirigeante emprisonnée dans sa propre maison parce qu'elle refuse d'abandonner son engagement pour la démocratie [en faisant référence à Aung San Suu Kyi] ; pour le soldat qui a sacrifié tour après tour de service au nom de quelqu'un à l'autre bout du monde ; et pour tous ces hommes et femmes à travers le monde qui sacrifient leur sécurité et leur liberté et parfois leur vie pour la paix. » Il n'a pas répondu aux questions des journalistes après avoir fait sa déclaration. 
Comme la pensée du président Jimmy Carter et Lyndon Johnson, qui lui a décerné la médaille de la Liberté en 1964, les discours d'Obama ont été souvent influencés par le théologien protestant Reinhold Niebuhr. Ce discours évoque un mélange de réalisme politique et de pensée morale de Niebuhr.  
Obama a déclaré qu'il ferait un don de 10 millions de couronnes suédoises (estimé à 1,4 million de dollars américains), soit la totalité de sa récompense monétaire, à une œuvre de bienfaisance. Les dons les plus importants ont été donnés à des associations caritatives de logement telles que la Fisher House Foundation qui a reçu 250 000 dollars et le Clinton Bush Haiti Fund, qui a reçu 200 000 dollars. Huit organisations qui soutiennent l'éducation ont également reçu un don : 125 000 dollars ont été versés au College Summit, à la Posse Foundation , au United Negro College Fund, au Hispanic Scholarship Fund, à la Appalachian Leadership and Education Foundation et à l'American Indian College Fund. 100 000 dollars ont été donnés à Africare et à l'Institut d'Asie centrale.

### Aux États-Unis
La victoire d'Obama au Prix Nobel de la paix était imprévue et qualifiée de « surprise étonnante » par le New York Times, même si le parieur Centrebet l'a mis à 7-1 chances de gagner, avec Piedad Córdoba et Sima Samar à 6-1 et Morgan Tsvangirai à 7–1.  
Dans un sondage mené par USA Today (Gallup Poll) du 16 au 19 octobre, 61 % des adultes américains interrogés ont répondu qu'Obama ne méritait pas de gagner ce prix, tandis que 34 % ont répondu qu'ils étaient pour cette victoire. Lorsqu'on leur a demandé s'ils étaient satisfaits qu'Obama ait remporté le prix, 46 % des répondants ont dit qu'ils l'étaient alors que 47 % ne l'étaient pas (marge d'erreur du sondage ± 3 %).  
La décision du Comité Nobel a été largement critiquée par des commentateurs et des éditorialistes de tous les horizons politiques. Le New York Times a publié un éditorial modérément favorable selon lequel le prix était « (à peine) une condamnation implicite de la présidence de M. Bush. Empêcher la mauvaise foi que M. Bush a créée à travers le monde est l'une des plus grandes réalisations de M. Obama qu'a fait en moins de neuf mois au pouvoir. Et la volonté de M. Obama de respecter les autres pays et de travailler avec eux est aussi une autre condamnation ». On a dit qu'il y avait encore beaucoup à faire. Parmi ceux qui convenaient que le prix était une critique de l'administration Bush se trouvaient dans les pages éditoriales du Los Angeles Times, The Wall Street Journal, et le Washington Post, ainsi que Thomas L. Friedman du New York Times. L'animateur de l'émission Today, Matt Lauer, et Jonah Goldberg de la National Review ont déclaré que moins d'un an après le début du premier mandat, il n'y a eu « aucune réalisation majeure de politique étrangère à ce jour ». Goldberg a ajouté : « sûrement quelqu'un en Iran… ou peut-être les manifestants iraniens en général… aurait pu bénéficier davantage de ce prix » tandis qu'à CounterPunch, le journaliste politique Alexander Cockburn a déclaré que, dans le contexte historique d'autres anciens présidents américains remportant le prix Nobel de la paix, l'attribution du prix à Obama « représente une rupture radicale dans la tradition, puisqu'il n'a eu qu'un peu moins de neuf mois pour s'acquitter de ses fonctions impériales ». Peter Beinart du Daily Beast a qualifié la décision de « farce » tandis que Noam Chomsky a déclaré : « En défense du comité, nous pourrions dire que le fait de ne rien faire pour faire avancer la paix place Obama sur un plan moral considérablement plus élevé que certains des premiers destinataires ».  
Beaucoup ont critiqué le Comité Nobel. Un éditorial du Wall Street Journal, citant le commentaire d'Obama selon lequel les problèmes du monde « ne peuvent être résolus par aucun dirigeant ni par aucune nation », a déclaré : « Ce que cela nous suggère — et aux Norvégiens — est la fin de ce qui on a appelé "l' exceptionnalisme américain". Telle est l'opinion que les valeurs des États-Unis ont une application universelle et devraient être promus sans excuses, et a défendu avec force militaire si nécessaire. Mettez dans ce contexte, nous nous demandons si la plupart des Américains compteront cette paix-of-the -futur prix en guise de compliment ». Le chroniqueur du Washington Post Michael Gerson (en) écrit que les membres du comité « ont renoncé à toute prétention au sérieux. La paix - le genre de paix qui empêche les gens d'être tués et opprimés - est une réalisation, pas un sentiment. […] Dans l'intention d'honorer Obama, le comité a en fait l'a embarrassé ». Peter Wehner du magazine Commentary a écrit que le prix, avec des récompenses passées qui semblaient viser à critiquer l'administration Bush, montrait que le Comité Nobel « cessait depuis longtemps d'être une entité sérieuse ; ce choix ne fait que confirmer ce jugement ».
Selon l'analyste de presse du Washington Post, Dan Balz (en) : « même parmi ses partisans, il y avait un sentiment de surprise et de choc le vendredi [le jour de l'annonce], une conviction que le prix était prématuré, un mauvais service et une responsabilité potentielle ». Un éditorial du Washington Post a commenté : « C'est un étrange prix Nobel de la paix qui vous rend presque gêné pour le lauréat » et a comparé la déclaration du Comité Nobel selon laquelle Obama avait « créé un nouveau climat dans la politique internationale » à un récent sketch satirique à la télévision. Un éditorial du Los Angeles Times a déclaré que le comité « n'a pas simplement embarrassé Obama, il a diminué la crédibilité du prix lui-même ». Thomas Friedman du New York Times a écrit : « Je suis consterné que le prix le plus important au monde ait été dévalué de cette manière ». Une grande partie du commentaire à travers le spectre politique a impliqué de décrire le prix comme quelque chose de risible, avec l'humour se concentrant sur le fait qu'Obama obtienne le prix sans avoir accompli grand chose. Selon une analyse du New York Times : « il […] [est] frappant de voir combien de personnes semblaient accueillir les nouvelles du Nobel avec un choc suivi de rires ». Le matin de l'annonce, plusieurs chroniqueurs des pages d'opinion du Washington Post, postant sur le blog "Post Partisan" du quotidien, ont qualifié le prix de risible ou l'ont directement satirisé, y compris des chroniqueurs de soutien comme Ruth Marcus (en) (« ridicule - embarrassant, même »), Richard Cohen (qui a pris comme sujet de satire l'attribution de ce prix), et le chroniqueur des affaires étrangères David Ignatius (« maladroit » et « bizarre »), et Michael Kinsley (en) (dont la réponse satirique est venue le jour suivant). Parmi les autres commentateurs ayant régulièrement soutenu Obama, mais qui ont tourné en ridicule son obtention du prix Nobel de la paix, il y'a Peter Beinart et Ann Althouse (en).  
Dans le Wall Street Journal, James Taranto a rédigé un article résumant diverses opinions trouvées sur Internet, concluant à quel point le prix était embarrassant pour Obama. Il a déclaré que ce prix était « un honneur incroyablement prématuré - l'équivalent d'un Oscar de toute une vie pour un enfant star- qui fait de la satire d'hier une actualité d'aujourd'hui. » Fred Greenstein, historien présidentiel, auteur et professeur émérite de la politique à l'université de Princeton, a déclaré à FOX News que donner au président Obama le prix Nobel de la paix est une « canonisation prématurée » et un « embarras » pour le processus de sélection des lauréats de Nobel Entre autres, Mickey Kaus, blogueur du magazine Slate, le chroniqueur du New York Times David Brooks et l'ancien ambassadeur de l'ONU John Bolton, ont appelé Obama à renoncer au prix ; l'expert Michael Crowley a aussi dit qu'il s'agissait d'une « bénédiction mitigée ». 
Désormais, de nombreux Américains considèrent qu'Obama ne mérite pas le prix Nobel à la lumière des événements précédents. Les opposants de ce prix évoquent l'expansion de la guerre contre le terrorisme et la forte augmentation du nombre de frappes de drones menées sous les ordres d'Obama, en particulier au Pakistan. Plus récemment en 2013, il y a eu un certain nombre d'appels pour qu'Obama renonce à sa récompense ou que le Comité Nobel lui retire le prix. En avril 2013, une pétition a été lancée demandant au Comité Nobel d'annuler le prix de la paix. La pétition a recueilli 10 000 signatures le premier jour et près de 20 000 à la fin de sa première semaine.  

#### Réaction politique
Lauréat du prix Nobel deux ans auparavant et ancien vice-président américain Al Gore a qualifié le prix de « vraiment mérité ». Obama a reçu des félicitations et des éloges de la part d'autres élus, comme la présidente de la Chambre des communes Nancy Pelosi ainsi de son ancien rival, le sénateur John McCain, qui ont déclaré : « En tant qu'américains, nous sommes fiers lorsque notre président reçoit un prix de cette prestigieuse catégorie ». Le président du RNC, Michael Steele, a mentionné dans une lettre de collecte de fonds, son désagrément par rapport à l'attribution du prix, écrivant que : « les démocrates et leurs alliés internationaux de gauche veulent que l'Amérique soit asservie à l'agenda de la redistribution et du contrôle mondial ». 
En 2015, au moment de la remise du prix, Geir Lundestad, directeur des sans-votes de l'Institut Nobel et secrétaire du Comité Nobel, a publié un mémoire nommé Secrétariat de la paix dont il y est écrit : « Avec le recul, nous pourrions dire que l'argument qui consistait à donner un coup de main à Obama n'était que partiellement correct. De nombreux partisans d'Obama pensaient que c'était une erreur ». Lundestad a déclaré qu'Obama avait été surpris par le prix et envisageait de ne pas aller à Oslo pour l'accepter. Il a également évoqué dans ses mémoires qu'Obama n'avait pas été à la hauteur pour répondre aux exigences du Comité Nobel,.

### En Norvège
Un sondage mené par Synovate pour le journal Dagbladet a montré que 43 % de la population norvégienne pensaient que l'attribution du prix à Obama était juste, alors que 38 % pensaient que c'était une erreur. 19 % n'avaient pas d'opinions. Le sondage a montré une nette différence entre les jeunes et les personnes âgées ; parmi ceux qui ont plus de 60 ans, 58 % ont approuvé et 31 % l'ont désapprouvée. Et parmi les personnes de 18 à 29 ans, 25 % étaient pour, et 42 % étaient contre.
Le prix a suscité une divergence d'opinions chez les politiciens. Le Premier ministre Jens Stoltenberg a félicité Obama pour le « prix bien mérité ». Siv Jensen, chef du Parti du progrès de l'opposition, a affirmé que lorsque Obama avait pris plusieurs bonnes décisions, le comité aurait dû attendre pour voir leurs résultats. Le chef du Parti conservateur, Erna Solberg, a aussi déclaré que le prix était venu tôt et a augmenté la pression sur Obama pour qu'il soit à la hauteur des attentes. Torstein Dahle, chef du parti d'extrême gauche Rouge, a qualifié ce prix de scandale, précisant le fait qu'Obama était un commandant en chef d'un pays en guerre avec l'Irak et l'Afghanistan.

### Autres réactions
Plusieurs lauréats du prix Nobel ont commenté. L'économiste bangladais Muhammad Yunus, (co-lauréat 2006), a déclaré que le prix du comité était « une confirmation (d'Obama) de la direction qu'il prend ». L'archevêque anglican Desmond Tutu (1984) a déclaré que le prix décerné à Obama « prévoit encore une contribution plus grande pour faire de notre monde un endroit plus sûr ». Mairead Corrigan, (co-lauréate 1976), a exprimé sa déception, en affirmant que « [donner] ce prix à un chef de pays le plus militarisé au monde, qui a mené l'humanité contre sa volonté pour faire la guerre, sera vu par plusieurs personnes à travers le monde comme une récompense pour la domination et l'agression de son pays ». Lech Wałęsa, (1983) cofondateur du syndicat Solidarité et ancien président de la Pologne, a déclaré que le prix était prématuré : « Il n'a pas encore fait une réelle contribution ». Le 14e Dalaï Lama (1989) a félicité Obama.
Le Secrétaire général des Nations unies, Ban Ki-moon, a salué le choix du Comité Nobel. « Nous entrons dans une ère de multilatéralisme renouvelé […] Le président Obama incarne le nouvel esprit de dialogue et d'engagement sur les plus grands problèmes du monde :le changement climatique, le désarmement nucléaire et un large éventail de défis en matière de sécurité et de paix. ».
En Europe, le président français, Nicolas Sarkozy, a déclaré que ce prix renforcerait la détermination d'Obama à travailler pour la justice et la paix. Il a ajouté que le prix « confirme enfin le retour de l'Amérique dans le cœur de tous les peuples du monde ». Le Premier ministre russe, Dmitri Medvedev, a déclaré que le prix encouragera les relations américano-russes, et il espérait qu'il « servirait d'incitation supplémentaire » aux deux gouvernements pour favoriser un meilleur « climat politique mondiale ». Le Premier ministre britannique, Gordon Brown, a adressé un message privé de félicitations au président Obama. L'espoir que le prix aiderait les efforts d'Obama vers le désarmement nucléaire faisait également partie des déclarations de félicitations du taoiseach irlandais Brian Cowen et de la chancelière allemande Angela Merkel. Le porte-parole du Vatican, le P. Federico Lombardi a déclaré que le Vatican « appréciait » la nomination. Le président kosovar Fatmir Sejdiu a félicité Obama en déclarant : « Ce prix témoigne de votre succès en tant que dirigeant d'un pays libre visant à créer un monde plus sûr et plus pacifique ».
En Australie, l'ancien ministre des Affaires étrangères Alexander Downer a déclaré que la sélection était « une décision politique de stupidité grossière », rejetant le blâme sur le comité de sélection pour « un affichage hideux de politique cynique ». De l'autre côté du spectre politique australien, Stuart Rees (en), directeur de la Sydney Peace Foundation, a également remis en question le prix : « Peut-être que l'organisation Nobel veut lui donner une baguette magique. Je pense que le gars est plein de promesses, mais je ne pense pas que la promesse soit encore réalisée, particulièrement en ce qui concerne le Moyen-Orient ».
En Asie, le président afghan Hamid Karzai a déclaré qu'Obama était la personne « appropriée » pour remporter le prix Nobel de la paix. Le porte-parole de Karzai, Siamak Hirai, a ajouté que « Son travail acharné et sa nouvelle vision des relations mondiales, sa volonté et ses efforts pour créer des relations amicales et bonnes au niveau mondial et la paix mondiale font de lui le récipiendaire approprié du prix Nobel de la paix ». Le porte-parole des talibans, Zabihullah Mujahid, a quant à lui qualifié la décision du comité Nobel de « ridicule », disant à ce sujet : « Le prix Nobel de la paix ? Obama aurait dû gagner le "prix Nobel pour l'escalade de la violence et le meurtre de civils" ». L'Indonésien Masdar Farid Masudi, chef adjoint de l'organisation islamique Nahdlatul Ulama, a salué la politique d'Obama envers son pays comme une confirmation de sa dignité en tant que lauréat du prix Nobel : « Je pense que c'est approprié parce qu'il est le seul président américain à nous avoir contactés en paix », a-t-il déclaré, ajoutant : « Sur les questions de race, de religion, de couleur de peau, il a une attitude ouverte ». Le Premier ministre japonais, Yukio Hatoyama, le président indien, Pratibha Patil, et le président israélien et lauréat du prix Nobel de la paix Shimon Peres ont envoyé des messages de félicitations à Obama, mais le ministre iranien des Affaires étrangères, Manoutchehr Mottaki, a déclaré aux journalistes que « la décision a été prise à la hâte et le prix était [trop] tôt ».  
En Amérique latine, l'ancien président cubain Fidel Castro a qualifié le prix de « positif » et a déclaré que le prix devait être considéré comme une critique de la « politique génocidaire » menée par les anciens présidents américains. Le ministre vénézuélien des Affaires étrangères, Nicolás Maduro a déclaré que le prix était une surprise et peut-être prématuré : « Comme l'a dit le président Hugo Chávez aux Nations unies, (l'administration Obama) est un gouvernement qui a suscité des attentes et des espoirs chez de nombreuses personnes dans le monde, au milieu de grandes contradictions ». 
En Afrique subsaharienne, la nouvelle du prix Nobel de la paix d'Obama a été accueillie favorablement. Le président kényan Mwai Kibaki a publié une déclaration disant que le prix était une « reconnaissance de la contribution [qu'Obama] apporte au bien-être de l'humanité ». En Afrique du Sud, le président Jacob Zuma utilisé Ubuntu - le terme zoulou pour "l'importance de la communauté" - dans son message de félicitations, disant que le leadership du président américain « reflète le véritable esprit d'Ubuntu parce que votre approche célèbre notre humanité commune ». Le Premier ministre zimbabwéen, Morgan Tsvangirai, qui a été présenté comme un possible lauréat du prix Nobel, a déclaré qu'Obama méritait cet honneur.
En 2011, le président bolivien, Evo Morales, et le chef du Parti libéral-démocrate russe Vladimir Zhirinovsky ont condamné le prix en le qualifiant d'hypocrite à la lumière de la politique américaine pendant la guerre civile libyenne.
Après les assassinats d'Anwar al-Awlaqi et de son jeune fils Abdulrahman al-Awlaki par des drones prédateurs de la CIA à l'automne 2011 au Yémen, Nasser al-Awlaqi (en), respectivement père et grand-père de ces derniers, a publié un message audio condamnant leur meurtre dans lequel il dit : « J'exhorte le peuple américain à traduire les tueurs en justice. Je l'exhorte à dénoncer l'hypocrisie du lauréat du prix Nobel 2009. Pour certains, il est peut être cela. Pour moi et ma famille, il n'est rien de plus qu'un tueur d'enfants »,.

## Conférence Nobel

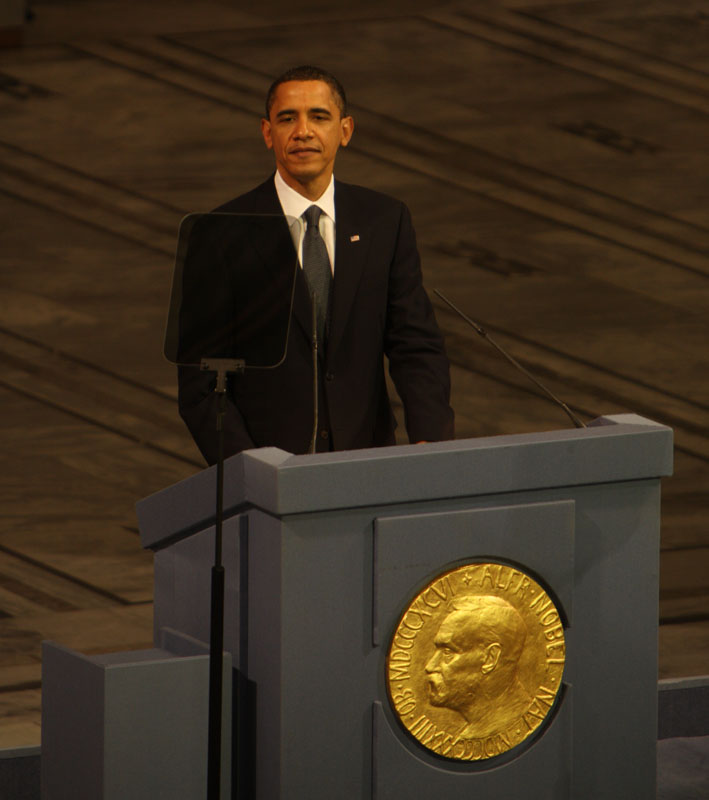
Barack Obama présente sa conférence Nobel

Le président Obama a accepté le prix Nobel de la paix en personne à l'hôtel de ville d'Oslo en Norvège le 10 décembre 2009. Dans un discours de 36 minutes, qui aurait été écrit par Obama puis révisé par Jon Favreau et Ben Rhodes, il a discuté des tensions entre guerre et paix et de l'idée de « guerre juste ». Le discours contenait des éléments des idées de Reinhold Niebuhr, quelqu'un qu'Obama a déjà décrit comme l'un de ses philosophes préférés.
Le discours a été généralement bien accueilli par les experts américains aux deux extrémités du spectre politique. Plusieurs ont noté des similitudes entre le message d'Obama et la rhétorique du président George W. Bush,. Cela a également été mentionné par l'ancien rédacteur de discours de Bush, Michael Gerson (en), qui l'a qualifié de « discours très américain » et a écrit que « Obama reconnaissait que les grands engagements et thèmes de la politique étrangère américaine sont durablement bipartites ». Un certain nombre de personnalités influentes au sein du Parti républicain, comme l'ancienne candidate à la vice-présidence Sarah Palin et l'ancien président de la Chambre des représentants Newt Gingrich, ont publiquement fait l'éloge du discours. Le chroniqueur conservateur du New York Times, Ross Douthat (en), l'a qualifié de discours souvent impressionnant qui était « une défense étendue de l'utilisation de moyens réalistes au service de fins internationalistes libérales ». Le chroniqueur Andrew Sullivan a fait la distinction entre les messages d'Obama et de Bush, déclarant que « Obama est beaucoup plus conservateur que son prédécesseur » dans ses vues sur l'imperfection humaine, la réalité et la guerre ; il a également lié le discours à la nature tragique de la ligne d'Obama « l'audace de l'espoir ».
L'ancien rédacteur de discours de Jimmy Carter, Hendrik Hertzberg (en), a déclaré que le discours « vivra longtemps comme un texte pour les artisans de paix au pouvoir ». Quelques commentateurs se sont montrés plus critiques, à l'image de l'ancien ambassadeur américain auprès des Nations unies, le néoconservateur John Bolton, qui l'a qualifié « piéton, turgescent et sans inspiration » ou encore du représentant démocrate du dixième district congressionnel de l'Ohio Dennis Kucinich ayant déclaré : « Une fois que nous nous sommes engagés à soutenir la guerre dans la poursuite de la paix, nous commençons le voyage orwellien dans les enfers sémantiques où la guerre est la paix… ».
Le New York Times a salué l'éloquence du discours, notant que « le président Obama a prononcé le discours qu'il devait prononcer, mais nous soupçonnons qu'il ne s'agit pas précisément du discours que le comité Nobel souhaitait entendre ». Le Wall Street Journal a fait écho à ce sentiment et a félicité Obama pour avoir défendu la nécessité occasionnelle de la guerre et pour avoir déclaré que le mal existe dans le monde, tout en utilisant le même éditorial pour le critiquer pour les négociations de désarmement en cours avec la Russie et le manque de progrès avec l'Iran et le Nord. Corée. Le Los Angeles Times a salué le discours comme « un blockbuster même selon les nobles standards d'Obama », et même si les idées n'étaient pas nouvelles, « le cadeau spécial d'Obama est de les rendre réalisables en faisant appel à notre nature supérieure ». Il a également été bien accueilli par les chroniqueurs du Washington Post,,.
À l'étranger, l'historien britannique Simon Schama a dit du discours que « dans son sérieux, sa bravoure et sa clarté, [il] était à égalité avec Franklin Delano Roosevelt et Churchill » et « a convoqué l'esprit de Cicéron ».